# (6865) Dunkerley
(6865) Dunkerley (1991 TE2) – planetoida z grupy pasa głównego asteroid okrążająca Słońce w ciągu 3,48 lat w średniej odległości 2,3 j.a. Odkryta 2 października 1991 roku.